# Terre arable
Une terre arable (du latin arabilis « labourable », dérivé de arō « labourer ») est une terre qui peut être labourée ou cultivée. Selon la FAO, les terres arables sont les terres affectées à des cultures temporaires (les zones de polyculture ne sont comptées qu'une fois), les prairies temporaires à faucher ou à pâturer, les cultures maraîchères et jardins potagers, et les jachères temporaires (moins de cinq ans).
Quand ils sont intensivement cultivés et labourés, les sols arables peuvent perdre certaines de leurs qualités (richesse en humus, diversité génétique et richesse en champignons y diminuent généralement, de même parfois que leurs capacités de rétention et d'épuration des eaux).

## Surfaces de terres arables dans le monde

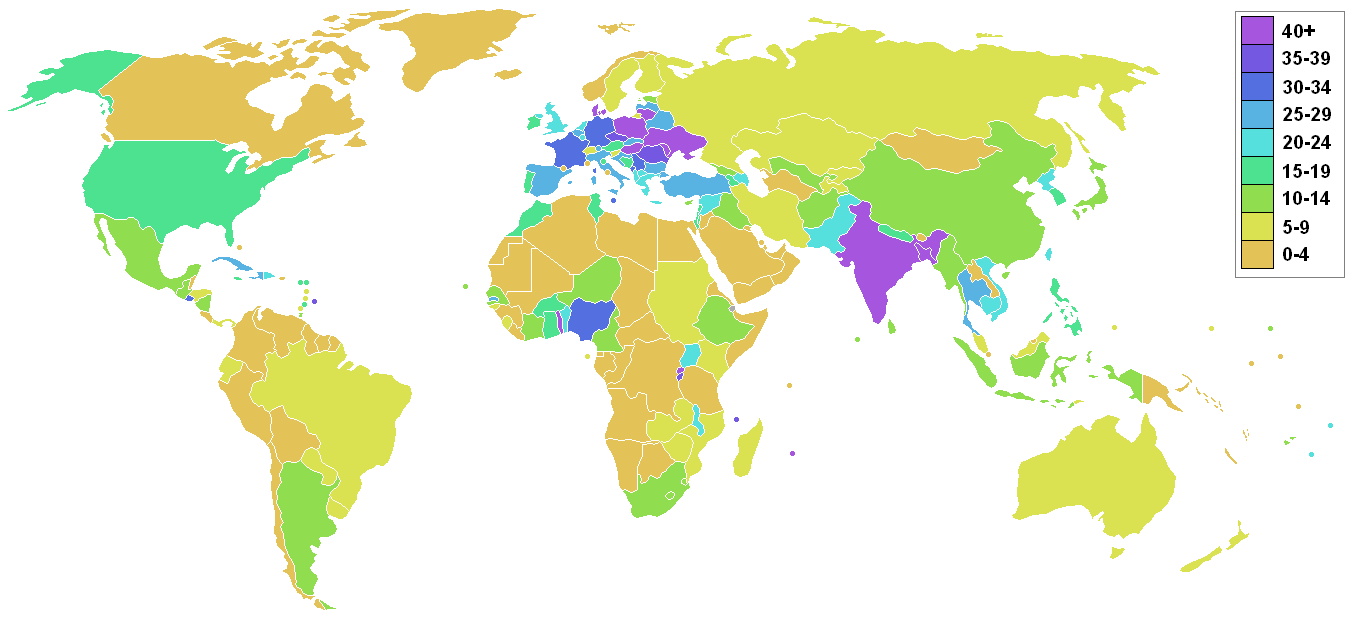
Carte mondiale représentant, pays par pays, la part en pourcentage des terres arables dans l'occupation des sols (chiffres de 2006, tirés de The World Factbook).

Évolution de la superficie mondiale de terres cultivées depuis 1600.

Selon la FAO, au début du XXIe siècle, près de 1,5 milliard d'ha de terres sont utilisés pour les cultures arables et permanentes (en), soit environ 11 % de la superficie en terres de la planète, 30 % des terres agricoles et près de 3 % de l'ensemble de la surface terrestre (environ 51 milliards d'hectares avec les océans),.

## Évolution et tendance
Les surfaces arables du globe sont en réduction depuis plusieurs dizaines d'années sous l'effet de plusieurs facteurs : urbanisation des meilleures terres (notamment en Asie), processus de désertification (notamment dans les régions du Sahel et en Australie, mais aussi en Espagne), impact du réchauffement climatique (augmentation du stress hydrique en Europe selon un rapport publié par le Parc naturel régional du Morvan en 2006) et érosion des terres arables fragiles causée par la déforestation ou l'abus d'engrais…
Une nouvelle forme de conquête du monde se développe : de plus en plus d'États en manque de terres arables en achètent ou en louent à d'autres. Des millions d'hectares se monnayent aujourd'hui sur ce marché lucratif, qui appâte les investisseurs privés et menace la sécurité alimentaire de certains pays en développement.

### Estimations de la perte de terres arables
À l'échelle du globe, les pertes de surfaces arables sont estimées à une fourchette comprise entre 70 000 et 140 000 km2 par an (soit, à titre de comparaison, entre 12 et 25 % du territoire français). Ce chiffre est estimé à plus de 100 000 km2 par B. Sundquist de l'Université du Minnesota dans son étude synthétique publiée en 2000, Topsoil loss - Causes, effects and implications: a global perspective.
À l'échelle européenne, l'artificialisation des terres, c'est-à-dire la conversion des terres agricoles en espaces bâtis ou en infrastructures, a concerné 600 000 ha de terres entre 2000 et 2006. Elle a conduit à une diminution de 0,2 % des terres arables et de 0,3 % des pâturages.
Entre 1970 et 2020, 3 134 700 hectares de terres agricoles ont disparu en France, soit l'équivalent de la région PACA. 

### Estimations des disponibilités pour la sécurité alimentaire durable de l'humanité
Une étude a été réalisée en 2009 par l'Université Libre de Bruxelles à la demande du ministère français chargé de l'agriculture sur les disponibilités actuelles et futures en terres cultivables non cultivées. Elle a conclu que les superficies cultivables du monde apparaissent très supérieures aux superficies nécessaires pour garantir la sécurité alimentaire de l’humanité. Cette étude prend en compte différentes hypothèses (croissance relativement faible des rendements, exclusion de la mise en culture des forêts et zones actuellement protégées, effets plausibles du réchauffement climatique...). Mais elle reconnaît (page 38) que, avec une hypothèse de « révolution doublement verte » (meilleure utilisation des fonctionnalités écologiques des écosystèmes cultivés et des techniques accessibles aux producteurs pauvres) selon le scénario Agrimonde 1 (INRA-CIRAD, 2009), le besoin de nouvelles terres arables d'ici 2050 serait de 590 millions d’hectares, ce qui est supérieur aux disponibilités.

## Destruction de terres arables
Outre le changement d'affectation des sols, la salinisation, l'érosion (parfois exacerbée par la déforestation, le recul du bocage), ou dans les régions chaudes, la désertification détruisent les terres arables, les rendant impropres aux usages agricoles, et diminuant leurs capacités de puits de carbone et d'accueil de la vie (bien que certaines espèces adaptées à ces milieux dégradés puissent bénéficier d'un recul de l'agriculture)[réf. nécessaire]

## Concept du monde fini appliqué aux terres arables
C'est l'idée que la quantité de terres arables ne peut augmenter à l'infini. Il existe nécessairement une limite à l'expansion des terres arables, d'autant que la qualité[réf. nécessaire] et la quantité de ces dernières n'ont de cesse de diminuer à l'heure actuelle, comme le montrent les estimations de pertes des terres arables. Le concept de monde fini appliqué à ces terres met en évidence l'enjeu alimentaire et environnemental de la question, ainsi que les dangers et les moyens à appliquer pour inverser la tendance. Comment nourrir autant de monde ? D'après le professeur Albert Jacquard, seule une meilleure utilisation des sols, une lutte contre la désertification et une baisse drastique du gaspillage (notamment dans les habitudes alimentaires des pays riches, comme la surconsommation de viande) nous permettrait d'assurer l'alimentation de base pour l'humanité.

### Dangers
La production agricole mondiale dans un but d'autosuffisance alimentaire est menacée par la destruction ou la perte de qualité[réf. nécessaire] des terres arables actuelles, ainsi que par l'expansion de la population mondiale. De trois cents millions vers l'an Mil, nous sommes passés à un milliard au XIXe siècle et deux milliards en 1930,. En 2018, nous sommes plus de sept milliards d'êtres humains sur notre planète.
Des dégâts environnementaux graves sont constatés, très souvent liés à la mauvaise utilisation des terres, c'est-à-dire dans un but productiviste et via l'assistance de produits chimiques nocifs. Au-delà des questions sanitaires, c'est avant tout un processus de détérioration grave des terres arables qui est engendré : surexploitation, empoisonnement aux pesticides, destruction, érosion grave, salinisation ou dé-fertilisation des sols… l'action anthropique et de mauvaises pratiques agricoles sont à l'origine de la plupart des cas de destruction de terres arables.
Les récentes «émeutes de la faim» ainsi que les graves famines qui touchent régulièrement certains endroits de notre planète mettent en lumière les terribles dysfonctionnements engendrés par l'accaparement des terres arables : des millions d'hectares sont achetés par des entreprises extra-nationales et cultivés pour le profit de ces entreprises ou de quelques investisseurs privés et approvisionner les populations des pays développés et émergents aux dépens de la sécurité alimentaire de la population locale. Environ vingt millions d'hectares de terres arables ont été acquis par des investisseurs étrangers dans les pays en voie de développement.

### Moyens évoqués pour soutenir le renouvellement des terres arables
L'agriculture biotechnologique (à ne pas confondre avec l'agriculture biologique) est très souvent évoquée pour pallier les problèmes des terres arables. Rendement, efficacité et productivité sont les maîtres mots qui permettraient de répondre au défi démographique et la raréfaction des terres arables. Cependant, de très nombreuses études montrent de graves altérations des sols, des contaminations et mutations environnementales ainsi qu'une plus grande faiblesse face aux parasites et maladies non traités génétiquement sur les exploitations d'agriculture biotechnologique.
La nationalisation des terres arables a souvent été envisagée. Toutes les terres cultivables au sein d'une nation appartiendraient donc à cette nation. L'idée serait très difficile à appliquer dans notre modèle économique actuel où des centaines de milliers d'hectares sont réservés à une culture unique alors que la polyagriculture est toujours assimilée à une agriculture arriérée et peu rentable[réf. nécessaire]. De plus, certains pays sont dans une situation financière si précaire que la vente de terres arables leur permet de boucler leur budget[réf. nécessaire], bien souvent au détriment de la population.
Agriculture raisonnée/durable/traditionnelle : ces termes ont aujourd'hui encore une connotation péjorative vue par le prisme de la macro-économie[réf. nécessaire]. En effet, les notions de profit et de rentabilité sont réduites à leur « juste proportion », la proportion « raisonnable », « durable ». L'idée, c'est qu'une terre arable produira plus et plus longtemps en la laissant se reposer plutôt qu'en la surexploitant. C'est ainsi qu'on peut voir de nombreux lopins de terre toujours productifs au bout de cinquante ans alors que de grandes exploitations peinent à maintenir les rendements[réf. nécessaire] et le font au prix d'une utilisation accrue d'engrais et de pesticides qui conduiront encore plus vite les terres à se dégrader. L'idée est que l'agriculture « rentable et productiviste » n'est pas celle que l'on croit. Si l'agriculture raisonnée permet de cultiver des générations durant, l'agriculture productiviste détruit les sols en l'espace de quelques années au mieux, précipitant ainsi le phénomène de destruction des terres arables.
Fixation des prix au niveau des échanges mondiaux : cette idée permettrait de ne plus assister à cette valse des prix que l'on peut constater au niveau des matières premières. Certains prix sont extrêmement volatils comme pour le lait ou le blé, qui font partie des éléments de base de l'alimentation. Rétrospectivement, on sait maintenant que la variation du prix des matières agricoles a joué un rôle terrible et a précipité les « émeutes de la faim » d'il y a quelques années. Ainsi, en l'espace de deux ans et rien qu'en France, le prix de l'orge à la tonne est passé d'un peu plus de 310 € (décembre 2007) à un peu moins de 100 € (début 2010).

## Données disponibles
Les données disponibles sur les terres arables sont disponibles dans les bases de données et via les institutions suivantes :
- FAOSTAT (Global Agro-Ecological Zones study) - FAO (Food and Agriculture Organisation of the United Nations) ;
- GAEZ (Global Agro-Ecological Zones study) - IIASA (International Institute for Applied Systems Analysis) - FAO ;
- SAGE (center for Sustainability And the Global Environment) - GTAP (Global Trade Analysis Project).

Une carte de la couverture des sols terrestres a été établie par un consortium scientifique dirigé par l’Université catholique de Louvain (Belgique), en utilisant des milliers d’images satellites prises entre 2008 et 2012 par le spectromètre imageur MERIS embarqué sur le satellite ENVISAT ; elle distingue 36 types différents de couvertures du sol, la plupart correspondant à des systèmes végétaux caractéristiques (prairies, cultures, différents types de forêts), auxquels s’ajoutent les sols urbanisés, l’eau, les sols nus des déserts, la neige et la glace. Cette carte interactive offre une résolution de 300 mètres à l’échelle mondiale ; en cliquant sur un point, on fait apparaître dans la colonne de gauche la légende correspondant à la couleur de ce point.